# Leipe

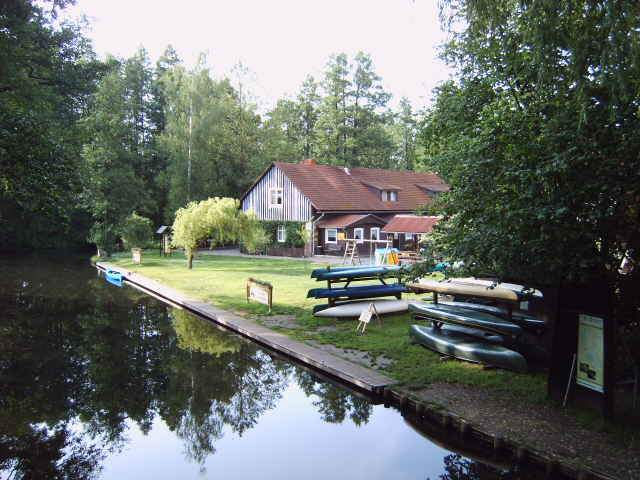
Westlicher Ortseingang von Leipe

Leipe, niedersorbisch Lipje, ist ein Dorf im Spreewald. Die früher eigenständige Gemeinde gehört seit dem 26. Oktober 2003 als Ortsteil zur Stadt Lübbenau/Spreewald im Landkreis Oberspreewald-Lausitz in Brandenburg.

## Lage
Der ungefähr 100 Einwohner zählende Ort liegt auf einer 800 Meter langen und 400 Meter breiten, sich zwei Meter über das sonstige Geländeniveau erhebenden Talsandinsel, einer sogenannten Kaupe, mitten im Spreewald. Er ist vollständig von Wasserläufen, so der Spree im Süden und dem Leiper Graben im Westen, umgeben. Leipe war bis in die 1960er Jahre nicht an das Straßennetz angeschlossen und somit praktisch nur über den Wasserweg zu erreichen. Neben der Spree und dem Leiper Graben sind die Sapolla, der Leiper Dorffließ und das Jurks Fließ nennenswerte Gewässer innerhalb der Ortslage.
Die Häuser des Ortes liegen daher in einem Oval am Ufer der Insel und wenden ihre Vorderfront dem Wasser zu. Wer Leipe heute auf dem Landweg besucht, betritt die Grundstücke somit von hinten. Das Innere der Insel und somit die Dorfmitte ist unbebaut. Hier befinden sich landwirtschaftliche Nutzflächen.
Die Gemarkung des Ortsteils grenzt im Norden an Alt Zauche, im Nordosten an die Gemeinde Burg (Spreewald) mit der Streusiedlungen Burg-Kauper, im Osten und Süden an Raddusch, im Südwesten an Boblitz, im Westen an Lehde und im Norden an die Lübbenauer Kernstadt (hier an die Siedlung Wotschofska). Zum Ortsteil Leipe gehören neben dem Dorf Leipe noch die Wohnplätze Dubkowmühle, Eiche, Konzaks Horst und Pohlenzschänke. In den Ort führt die Kreisstraße 6632.

## Geschichte
Die erste urkundliche Erwähnung Leipes stammt aus einer Verkaufsurkunde der Herrschaft Lübbenau aus dem Jahre 1315. Der Name des Orts stammt vom niedersorbischen Wort lipa für „Linde“. Ursprünglich dürfte die Insel von einem durch Linden geprägten Laubmischwald bewachsen gewesen sein. Ursprünglich war der Ort von Wenden bewohnt.
Leipe war nur über den Wasserweg zu erreichen. Im Winter kamen Schlitten zum Einsatz. Auch für die Verhältnisse im Spreewald lag Leipe sehr abgeschieden. Verschiedene Spreewaldbräuche hielten sich daher hier besonders lange. Wirtschaftlich lebten die Bewohner vor allem vom Fischreichtum der Spree, dem Gemüseanbau und der Viehwirtschaft. Der landwirtschaftlich genutzten Dorfmitte kam vor allem in Hochwasserzeiten eine besondere Bedeutung zu, da sie vor Überschwemmungen sicher war.
Im Jahr 1791 vernichtete ein Großfeuer fast das gesamte Dorf. Nach den Beschlüssen des Wiener Kongresses kam das vormals sächsische Leipe im Jahr 1815 an das Königreich Preußen und gehörte dort zum Kreis Calau in der Provinz Brandenburg. Anfang der 1840er Jahre hatte das Dorf 200 Einwohner. Bei der Volkszählung vom 1. Dezember 1871 wurden in der Landgemeinde Leipe 295 Einwohner aus 52 Haushalten gezählt. Von den Einwohnern waren 142 Männer und 153 Frauen; 71 Einwohner waren Kinder unter zehn Jahren. Arnošt Muka bezeichnete Leipe in seiner Statistik über die Lausitzer Sorben im Jahr 1884 als das „am stärksten sorbische Dorf der [Kirchengemeinde] Lübbenau“, demnach redeten damals noch fast alle Kinder des Dorfes Sorbisch. Der Schulunterricht fand jedoch schon in deutscher Sprache statt. Bei 306 Einwohnern zählte Muka 244 sorbische und 62 deutsche Einwohner.

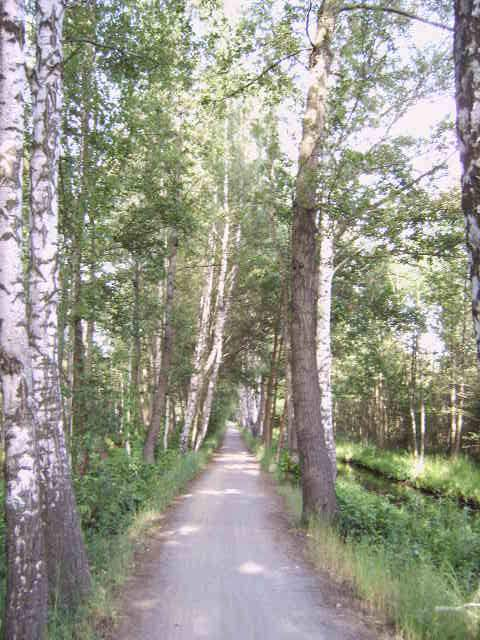
Weg von Lübbenau nach Leipe

1928 errichtete der Graf von Lynar das Alte Gesindehaus, um dort Forstarbeiter und deren Familien unterzubringen. In den Jahren 1935/1936 errichtete der Reichsarbeitsdienst eine schmale Landverbindung nach Lübbenau, die für Fußgänger und Radfahrer passierbar ist. Der sich über fünf Kilometer durch den Spreewald ziehende Weg überquert mit zwölf Brücken verschiedene Kanäle und Fließe, so die Uska Luke, Bancerowa, Alter Semisch und Semisch. In der Zeit des Nationalsozialismus beteiligte sich Wilhelm Graf zu Lynar am Attentat vom 20. Juli 1944. Nach seiner Hinrichtung wurde sein Besitz, darunter auch das Alte Gesindehaus, enteignet.
Nach dem Ende des Zweiten Weltkrieges gehörte Leipe zur Sowjetischen Besatzungszone und ab 1949 zur DDR. Am 1. Juli 1950 wurde die Gemeinde aus dem Landkreis Calau in den Landkreis Lübben (Spreewald) umgegliedert, bei der kommunalen Neuordnung nach der Kreisreform im Juli 1952 wurde Leipe dem Kreis Calau im Bezirk Cottbus zugeordnet. Ende der 1960er Jahre wurde dann eine Straßenverbindung nach Burg (Spreewald) gebaut. Im Jahr 1964 wurde Leipe auch an die Trinkwasserleitung angeschlossen. Die zuvor praktizierte Trinkwasserentnahme aus den zahlreichen Fließen war aufgrund der Wasserverschmutzung nicht mehr möglich.
Nach der Wende eröffnete im Alten Gesindehaus eine Ferienunterkunft. 1992 schloss Leipe sich zur Erledigung seiner Verwaltungsgeschäfte mit der Stadt Lübbenau und einigen umliegenden Gemeinden zum Amt Lübbenau/Spreewald zusammen. Der Landkreis Calau ging am 6. Dezember 1993 im neuen Landkreis Oberspreewald-Lausitz auf. Im 21. Jahrhundert ist die Bedeutung der traditionellen Landwirtschaft zurückgegangen. Leipe lebt vor allem vom Tourismus. Zur Förderung eröffnete im Jahr 2000 der Spreewaldhafen. Das historische Schulgebäude, in dem zu einer früheren Zeit ein Kindergarten eingerichtet war, dient seit dieser Zeit als Heimatstube.
Am 26. Oktober 2003 wurden Leipe und die Gemeinden Boblitz, Kittlitz, Bischdorf, Groß Beuchow, Hindenberg, Groß Lübbenau, Groß Klessow, Klein Radden sowie Ragow als Ortsteile in die Stadt Lübbenau/Spreewald eingegliedert. Das Amt Lübbenau/Spreewald wurde dadurch aufgelöst. Leipe legte gegen die Eingemeindung Beschwerde beim Verfassungsgericht des Landes Brandenburg ein, die Klage wurde jedoch teils verworfen und im Übrigen abgewiesen.

## Sehenswürdigkeiten

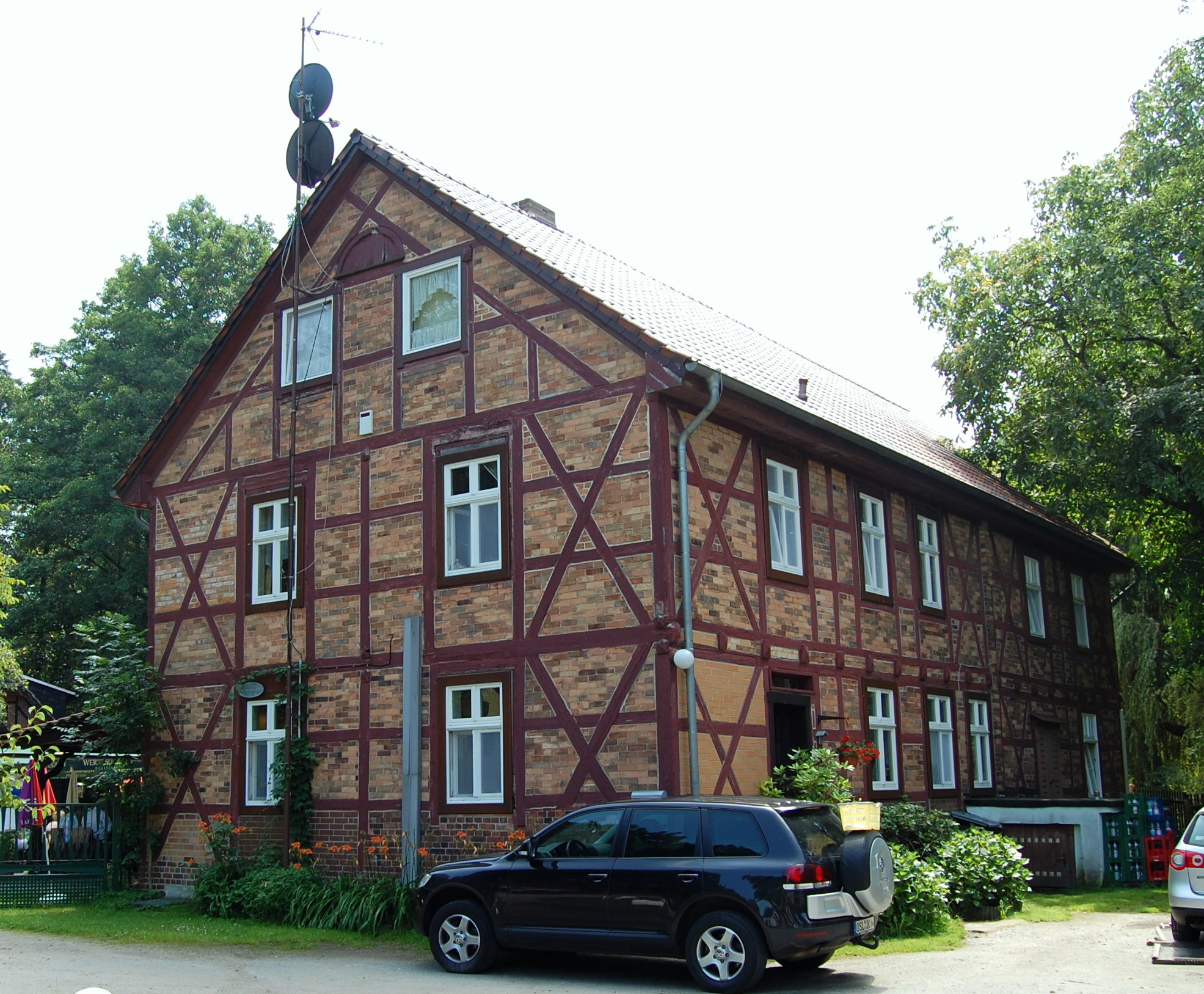
Dubkowmühle

- In Leipe besteht eine Heimatstube mit Ferienzimmer. Neben dem Gebäude steht der Rettungskahn der Freiwilligen Feuerwehr.
- Das Spreewaldhotel in Leipe wurde 1745 erbaut und ist damit eines der ältesten Gasthäuser im Ort.
- Spreewaldinsel mit einer historischen Hofstelle, 2008 restauriert
- Zu Leipe gehört auch die südöstlich des Dorfes gelegene, im 21. Jahrhundert gastronomisch genutzte Dubkow-Mühle aus dem Jahr 1737.

## Wirtschaft
Im Dorf bestehen mehrere Gastwirtschaften, Beherbergungsbetriebe und ein Hofladen. Neben der Lage am Gurken-Radweg profitiert der Ort vor allem von den zahlreichen mit Spreewaldkähnen und Paddelbooten aus den umliegenden größeren Ortschaften anreisenden Touristen. In der Dorfmitte werden die traditionellen Gemüsepflanzen Gurke, Meerrettich, Zwiebeln und Mohrrüben angebaut.

## Persönlichkeiten
Der preußische Kommunalpolitiker Julius Zimmermann (1834–1902) wurde in Leipe geboren.